# Pagrus

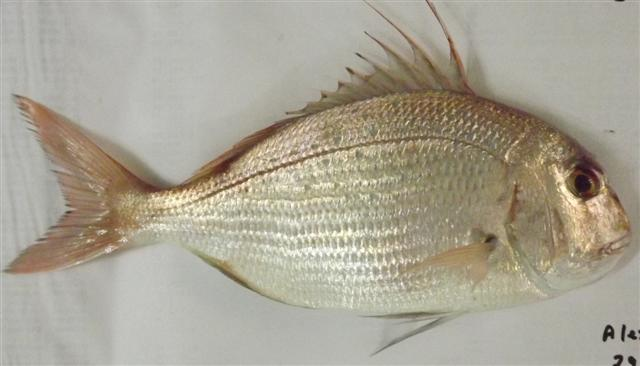
P. caeruleostictus

Pagrus è un genere di pesci ossei marini appartenenti alla famiglia Sparidae.

## Distribuzione e habitat
Tutte le specie sono presenti nelle fasce tropicali e subtropicali dell'Oceano Atlantico orientale tranne P. major che invece è tipica dell'Oceano Pacifico occidentale. Nel mar Mediterraneo vivono tre specie: P. auriga, P. caeruleostictus e P. pagrus.
Sono demersali e si trovano su fondi di varia natura, spesso in acque costiere o comunque non troppo profonde.

## Pesca
Alcune specie, tra cui P. pagrus nel Mediterraneo e P. major in Giappone, sono pescate in abbondanza con reti a strascico e palamiti. Le carni sono eccellenti.

## Specie
- Pagrus africanus
- Pagrus auratus
- Pagrus auriga
- Pagrus caeruleostictus
- Pagrus major
- Pagrus pagrus